# ホーンコートの戦い

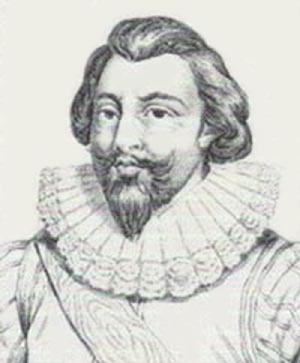
ジャン・フランソワ・ドゥ・ラ・ギーシュ

ホーンコートの戦い（ホーンコートのたたかい、フランス語: Bataille de Honnecourt, スペイン語: Batalla de Honnecourt ）は、三十年戦争における1642年5月26日にフランスとスペインがノール＝パ・ド・カレー地域圏のオヌクール・スュール・エスコー（Honnecourt-sur-Escaut）で行われた戦闘。なお、「ホーンコート」はHonnecourtを英語読みしたものである。
1642年春、フランスのリシュリューはルシヨンのペルピニャンを包囲するために北フランスの各都市には最低限の守備隊を残すこととし、軍主力を南フランスに集中した。これに対してフランドルのスペイン軍司令官フランシスコ・デ・メロは攻勢に入り4月19日にランスを占領、さらに22日間の包囲の末要衝ラ・バセを占領した。援軍が得られる望みのないフランス軍は守勢のまま会戦を避け、各要塞に立て篭もるのみであったが、ラ・バセの陥落によりアルクール率いる17,000名はブローニュ＝シュル＝メール方面に、ギーシュの率いる10,000名はシャンパーニュやヴェルマンドワ方面に分断されてしまった。やむなく会戦を決意したギーシュはスヘルデ川を防衛線とはせずにホーンコートそばの丘に陣取ってスペイン軍を待ち構え、軍の中央に歩兵、砲兵、両翼に騎兵を配備した。
5月26日、スペイン軍の砲撃で戦闘が開始された。当初スペイン軍左翼の騎兵部隊とイタリアのテルシオによるフランス軍右翼への攻撃は撃退された。フランス軍はスペイン砲兵を沈黙させようと騎兵による攻撃をしかけたがワロンのテルシオ歩兵に阻まれ、一方スペイン軍の戦線中央部への攻勢もフランス軍に撃退された。しかしスペイン軍の猛攻は続き、ついにフランス軍左翼の騎兵が耐えられなくなり敗走、中央も崩壊しスペイン軍は大量の捕虜を得ると共に大砲を鹵獲した。
この戦いでフランス軍は3,200名が戦死、3,400名が捕虜、500名が戦傷または脱走した。戦闘の2日後にギーシュの元に集結したのはわずか1,600名であり、その殆どが騎兵であった。一方スペイン軍の損害は500名程度でしかなかったが、デ・メロは深追いを避けたためスペイン軍がそれ以上の大きな戦果をあげることはなかった。戦闘結果は大勝利であったが、主戦線から離れた北フランスでの戦果では戦争の大勢を変えるには至らず、この後スペインはペルピニャンを中心としたカタルーニャ地方北部を失うこととなる。